# Aspicilia pacifica
Aspicilia pacifica är en lavart som beskrevs av Owe-Larss. & A. Nordin. Aspicilia pacifica ingår i släktet Aspicilia och familjen Megasporaceae.   Inga underarter finns listade i Catalogue of Life.